# Yves Bouvier

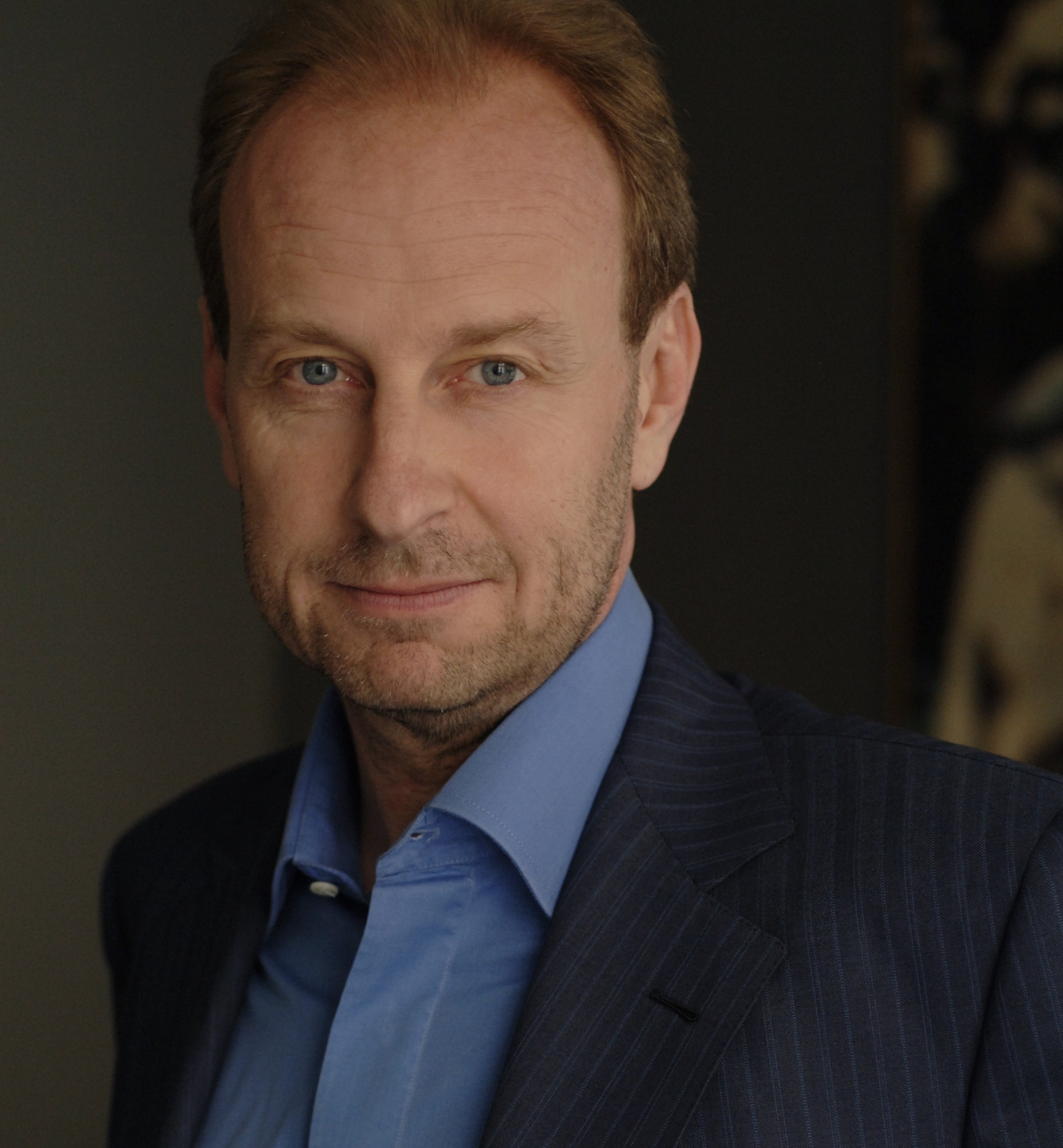
Yves Bouvier (2008)

Yves Bouvier (* 8. September 1963 in Genf) ist ein schweizerischer Geschäftsmann und Kunstspediteur und -händler.

## Leben und Tätigkeit
Yves Bouvier wurde in der 1946 gegründeten Firma seines Vaters Jean-Jacques Bouvier, Natural Le Coultre S. A., gross. Diese Firma gründet sich schon auf andere Unternehmungen, die bis in das Jahr 1859 zurückreichen. Er reüssierte 1995 als Assistent, zwei Jahre später als Verwaltungsdirektor. Seit April 2009 ist sein Wohnsitz Singapur. Die Firma arbeitete im Umfeld der Kunstdienstleistungen, die zunächst auf «Umzug, Warentransport, Lagerung von Waren; Betriebsmöbellagerung, Auktionshaus, mechanische Reparaturen, Verpackung, Werkstatt und eine Zollagentur, Kommissions- und Handelsvertretungen, die dieselben objektiven und Versicherungen; internationale Beförderung von Waren; Betrieb einer Immobilienagentur, insbesondere Erwerb und Verkauf von Immobilien, Vermietung Villen und Apartments» spezialisiert war.
Im Umfeld dieser Tätigkeit wurden im Laufe der Jahre weitere Firmen gegründet, so beispielsweise 1989 die Fine Art Transports Natural Le Coultre S.A., deren Geschäftsführer Yves Bouvier wurde oder die Holding Euroasia Investitions. 1997 wurde Yves Bouvier Geschäftsführer der Natural Le Coultre S. A. und ihrer Tochterfirmen. Er verkaufte die Umzugs-, Möbel- und Speichertätigkeiten an einen regionalen Unternehmer und konzentriert sich auf das Lagern, Bewegen und Bewahren von Kunstwerken. Im Fokus sind für ihn dabei die drei Standorte Genf, Singapur und Luxemburg, wohlhabende Länder mit Triple A-Status.
Seine «Geschäftsidee» ist die Aufbewahrung der Kunstgegenstände in Zollfreilagern, in denen keine Zölle fällig werden. Kunstgegenstände können dort beliebig lange aufbewahrt und auch verkauft werden. Die Freilager sind „diskrete Verstecke“, an denen die Kunstwerke „sich optimal gesichert, anonym und unbehelligt von Steuerbehörden oder Ehefrauen im Scheidungskrieg der Wertsteigerung hingeben können“. Dazu initiierte er in Singapur 2005 das exklusive Freilager mit allen Annehmlichkeiten für Kunstinteressierte. 2010 folgte seine Beteiligung an der Gesellschaft in Genf mit 30'000 m2 Nutzfläche bietenden und 80 Mio. Franken teuren Halle und 2014 die nach dem gleichen Modell aufgezogene Lagerhalle am Flughafen Luxemburg. Steuerermittlungen der Schweizer Behörden (Steuerschuld von 165 Millionen Schweizer Franken) und lange gerichtliche Auseinandersetzungen mit dem russischen Oligarchen Dmitry Rybolovlev zwangen Yves Bouvier dazu, seine Genfer Freeport-Firma zu verkaufen.
Yves Bouvier ist Gründer und Förderer des Kunstprojekts R4 auf der Seine-Insel Île Seguin in Paris.

## Betrug im Kunsthandel
Am 26. Februar 2015 wurde Yves Bouvier von monegassischen Behörden verhaftet, da ein Verdacht auf Betrug bestehe. Er habe den «russischen Unternehmer und Präsidenten des Fussballclubs AS Monaco, Dmitri Rybolowlew betrogen», weil Bouvier für den Verkauf von hochwertigen Kunstgegenständen gefälschte Dokumente vorgelegt und überhöhte Preise gefordert hätte. Gegen eine Kaution von 10 Mio. Euro durfte er Monaco verlassen.
Für mehr als 2 Milliarden US-Dollar verkaufte Yves Bouvier ungefähr 40 Kunstwerke an Dmitri Rybolowlew, darunter Werke von Picasso, Gaugin, Rothko, Leonardo da Vinci, Matisse und Rodin. Der Schweizer Kunsthändler hat sich gegenüber dem russischen Unternehmer immer als Mittelsmann, aber nie als Eigentümer der Kunstwerke zu erkennen gegeben.
Rybolowlews Anwalt äußerte 2015, die Verkäufe hätten Bouvier 500 Millionen bis 1 Milliarde US-Dollar an Margen eingebracht.
Ein ähnlicher Fall von Kunstbetrug begab sich 2008. Die Nachkommen der Kanadierin Lorette Shefner verklagten eine Gruppe Kunsthändler, welche die Kunstsammlerin überredet hätten, das Gemälde Pièce de Boeuf von Chaim Soutine ihnen unter dem Marktwert zu verkaufen. Die Gruppe veräusserte das Gemälde dann zum fast doppelten Preis an die National Gallery of Art in Washington DC. Gemäss Gerichtsunterlagen war Bouvier dafür zuständig, die wahre Identität des Besitzers zu verschleiern.
Bouvier hat auch mit Bildern des deutschen Kunstfälschers Wolfgang Beltracchi gehandelt. Darunter befand sich zum Beispiel La Forêt von Max Ernst, für welche er «eine diskrete Offshore-Firma auf den Britischen Jungferninseln betrieben hat.»
Im Rahmen dieser Vorfälle bezichtigte der amerikanische Kunsthändler Larry Gagosian Bouvier des Interessenkonflikts, da Bouvier einerseits Inhaber der Zollfreilager sei, dem seine Kunden ihre wertvolle Kunst anvertrauen, andererseits als Kunsthändler agiere.
Am 14. April 2015 wurde gemeldet, dass Bouvier sich aus der Geschäftsführung des Le Freeport Luxembourg zurückziehe, um sich «auf  die Gerichtsaffären, die gegen ihn laufen und seine anderen Geschäfte konzentrieren», so ein Anwalt Bouviers in einer Presseerklärung. Das Lager in Genf steht seither unter der Aufsicht des Schweizer Politikers David Hiler.
Am 14. September 2015 leitete ein Pariser Untersuchungsgericht gegen Bouvier formell Strafuntersuchungen wegen des Diebstahls von Picasso-Kunstwerken ein und verlangte von ihm eine Kaution von 27 Millionen Euro.
Am 12. November 2015 eröffnete auch die monegassische Staatsanwaltschaft den Prozess gegen Bouvier bezüglich Betrug und Geldwäsche.
Im Februar 2016 veröffentlichte der The New Yorker einen ausführlichen Artikel über die Bouvier-Affäre. Ein Konkurrent Bouviers bestätigt darin, dass «[…] um Zollfreilager bauen zu können, muss man Milliardär sein.» Dieser Milliardär war Rybolowlew. Mit dessen Geldfluss verwirklichte Bouvier seine ehrgeizigen Pläne, weltweit exklusive Zollfreilager zu eröffnen.
Bezüglich Bouviers Strategie, um an hohe Margen zu gelangen, schrieb der New Yorker: «Wenn ein Handel mit dem Verkäufer in Sicht war, würde Bouvier seinen eigenen Preis mit Rybolowlew vereinbaren, welcher oftmals mehrere Millionen USD höher lag.» Rybolowlew soll er nur zu verstehen gegeben haben, dass er ihm den bestmöglichen Preis vom Verkäufer ermöglichen wird, nicht aber, dass er der eigentliche Verkäufer ist. Bouvier nutzte diese Masche rücksichtslos aus. Das Gemälde Joueur de Flûte et Femme en Nue von Picasso kaufte er für EUR 3,5 Millionen ein und verkaufte es für EUR 25 Millionen. Beim Bild Wasserschlangen II von Gustav Klimt erzielte er eine Marge von 60 Millionen US-Dollar. Der Artikel zitiert ihn so: «Falls ich ihn hinters Licht geführt habe, so bin ich nicht nur der beste Kunsthändler der Welt, sondern ein Genie. Ich bin Einstein.»
Im März 2016 entschied das Oberste Gericht in Singapur, den Rechtsstreit zwischen Yves Bouvier und Dmitri Rybolowlew vor dem Internationalen Handelsgericht von Singapur abzuhalten. Ursprünglich versuchte Yves Bouvier das Gericht zu überzeugen, den Rechtsstreit in der Schweiz zu behandeln. Das Oberste Gericht wies dies aber zurück.
Gegen einen Geschäftspartner von Yves Bouvier, Olivier Thomas, wurde am 6. Juli 2016 ein Ermittlungsverfahren eingeleitet. Der ehemalige Freeport-Präsident und Kunsthändler wurde in Paris des Vertrauensmissbrauchs, Betrugs, der Hehlerei und Geldwäsche beschuldigt. Ermittler fanden auf dem Computer von Olivier Thomas Fotos der umstrittenen Kunstwerke, die er eigenhändig aufgenommen haben soll. Olivier Thomas bestritt, die Bilder jemals gesehen zu haben.
Thomas wurde bereits im Mai 2015 wegen des Diebstahls der Picasso-Bilder vorübergehend festgenommen. Angeblich hatte er die Kunstwerke im Auftrag von Yves Bouvier aus Bouviers Pariser Lagerfirma Art Transit gestohlen. Die dort gelagerten Bilder gehören der Erbin und Stieftochter von Pablo Picasso, Catherine Hutin-Blay, die das Verschwinden der Bilder bemerkte und Anzeige erstattete. Gemäß Hutin-Blay verkaufte Yves Bouvier zwei Bilder von Picasso, Frauenporträt und Spanierin mit Fächer, sowie ein Skizzenbuch ohne ihr Einverständnis an Rybolowlew für 36 Millionen Euro. Am 24. September 2015 übergab Rybolowlew die Kunstwerke aus eigener Initiative der französischen Polizei.
Verschiedene Klagen Rybolowlews gegen Bouvier in Hongkong, Singapur, New York und der Schweiz endeten im Dezember 2023 mit einer aussergerichtlichen Einigung.